# Zéro musique
Zéro musique est un label de musique qui a été fondé au Québec en 1993 par le musicien-humoriste François Pérusse et l'auteur-compositeur-interprète Luc De Larochellière.
Zéro Musique se consacre à la production de disques et de DVD. Sa société sœur, Les productions Zéro, a produit Le JourNul de François Pérusse pour la télévision ainsi que La Série du peuple, du même créateur, diffusée dans plusieurs pays et en plusieurs langues. 

## Artistes notables
- François Pérusse
- Alexandre Barrette
- Korine Côté
- Antoni Remillard
- Rolly Assal
- Dave Morgan